# Krypule
Krypule (biał. Крыпулі; ros. Крипули) – wieś na Białorusi, w obwodzie witebskim, w rejonie dokszyckim, w sielsowiecie Krypule.

## Historia
W czasach zaborów wieś leżała w gminie Pariafianów, w powiecie wilejskim w guberni wileńskiej Imperium Rosyjskiego.
W dwudziestoleciu międzywojennym wieś leżała w Polsce, w województwie wileńskim, w powiecie duniłowickim, od 1926 w powiecie dziśnieńskim, w gminie Parafianów.
Według Powszechnego Spisu Ludności z 1921 roku zamieszkiwało tu 149 osób, 8 było wyznania rzymskokatolickiego, 133 prawosławnego a 8 mojżeszowego. Jednocześnie 17 mieszkańców zadeklarowało polską a 132 białoruską przynależność narodową. Było tu 21 budynków mieszkalnych. W 1931 w 22 domach zamieszkiwało 156 osób.
Wierni należeli do parafii rzymskokatolickiej w Parafianowie i prawosławnej w Hnieździłowie. Miejscowość podlegała pod Sąd Grodzki w Dokszycach i Okręgowy w Wilnie; właściwy urząd pocztowy mieścił się w Parafianowie.